# Історія Азії

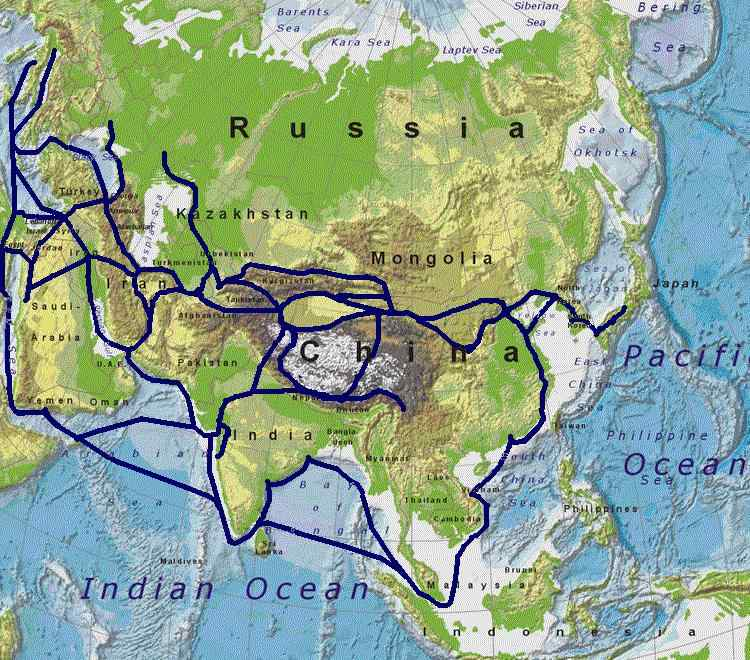
Великий шовковий шлях з'єднував багато азійських цивілізацій.

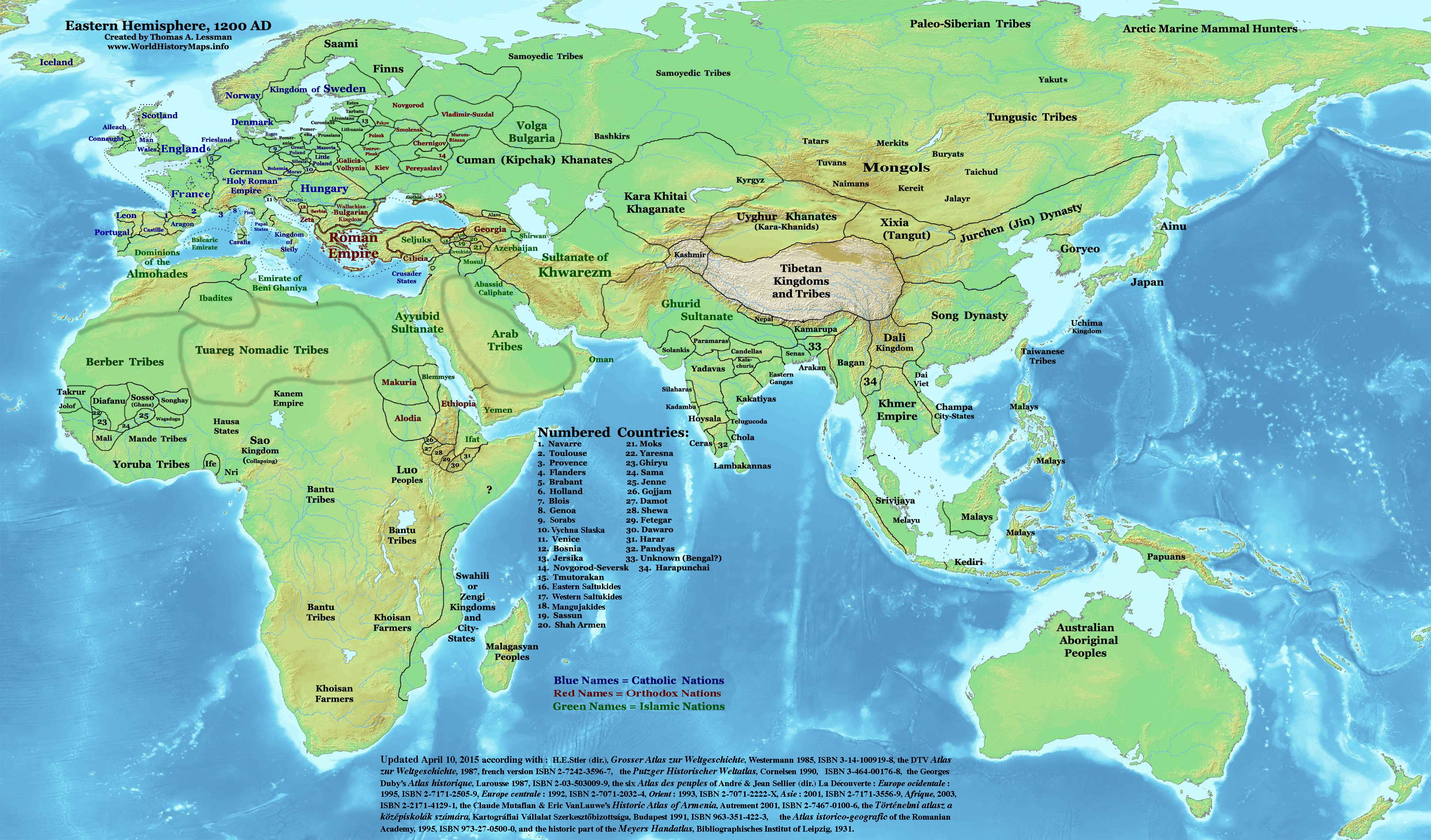
Азія в 1200 р., перед виникненням Монгольської імперії

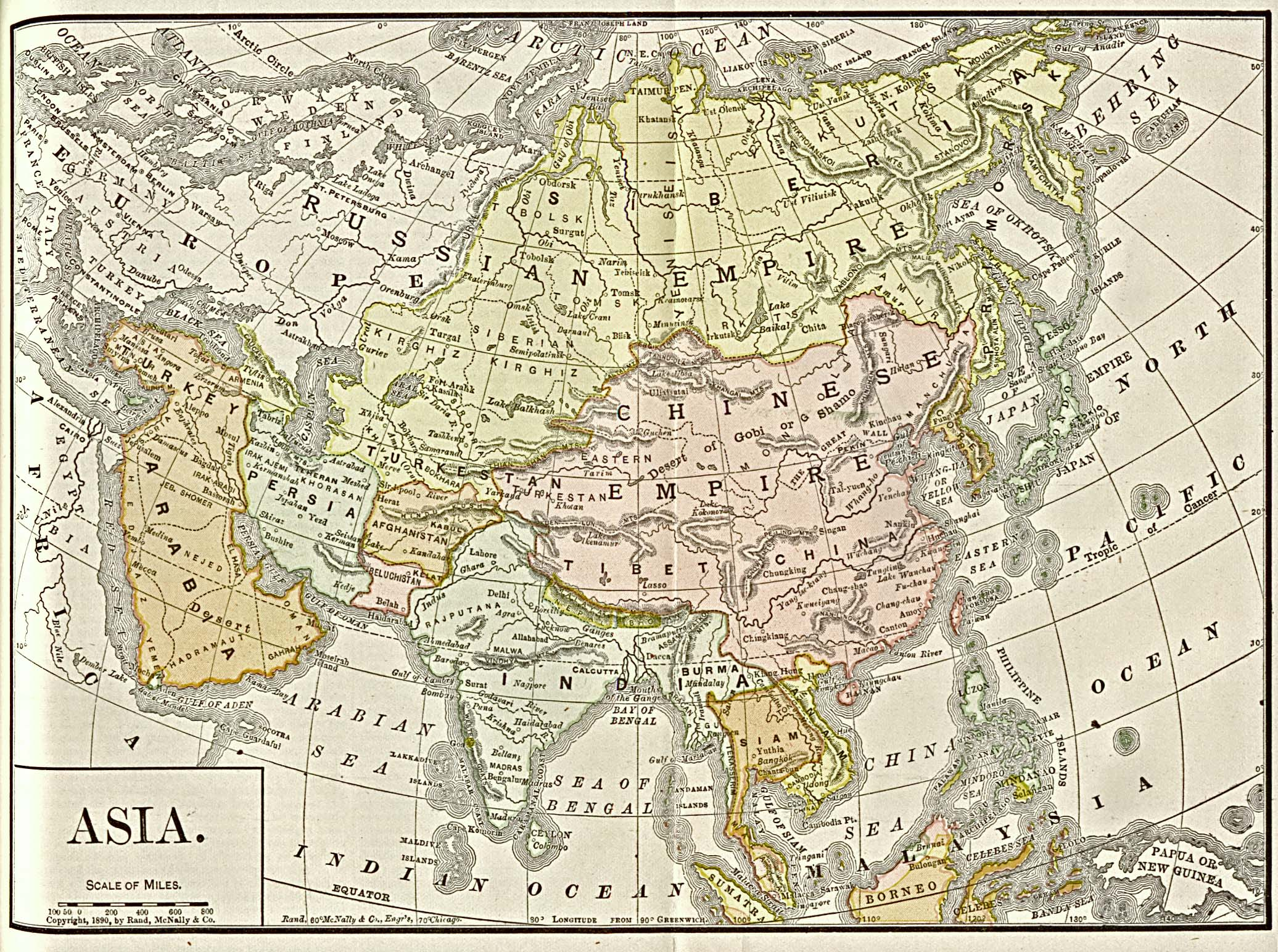
мапа Азії, 1892 р.

Історія Азії — колективна історія країн Азії, розгляд декількох окремих периферійних прибережних регіонів, таких як Східна Азія, Південна Азія та Близький Схід, пов'язані внутрішньо Євразійським степом.

## Етимологія назви
Хето-лувійська назва області Ассува (пов'язуючи з іменем царя Асій союзника Трої), що знаходилася на теренах сучасної Туреччини під час давньогрецької колонізації була перетворена в «Асіа» й поширена на Анатолію ( Μικρὰ 'Ασία, лат. Asia Minor), а згодом і на схід від неї, на всю сучасну частину світу.
Уперше назва сторони світу згадується в поемі Гомера «Іліада» (бл. VIII століття до н. е.). У науковий обіг його ввели філософи з Мілету Фалей, Анаксімандр і Гекатей (VI століття до н. е.). Також ім'я Асія в давньогрецькій міфології носить океаніда, дружина Прометея, від якої, згідно міфологічної традиції, і пішла назва частини світу.
З грецької «Асіа» (грец. 'Ασία) утворено у слов'янських мовах «Асія», а сучасний термін Азія утвердився пізніше від нім. Asien (пол. Azja). Відомо, що скіфів давні греки називали «азіани».
Фінікійське і ассирійське слово «асу» означає «схід» (сторону світу). Ще в написах II тис. до н. е. слово «асу» означало «схід, сходження». А ассирійці також називали так і східне узбережжя Егейського моря. Стародавні греки, засвоївши цю назву від ассирійців, спочатку позначали їм тільки прибережні області Малої Азії і створили легенду про Азію — одну з доньок бога-титана Океана. Геродот називав Азією лише південно-західну частину азійського материка: Аравію з Сирією, Малу Азію з Вірменським нагір'ям, Месопотамію, Іранське нагір'я і Північно-Західну Індію. З часом розширення знань з географії перенесло значення назви «Азія» на всю частину світу.

## Доісторична Азія

#### Палеоліт
Мікролітічна індустрія на ізраїльському місцезнаходженні Еврон (Evron-Quarry) датується віком >1,5 — <2,4 млн років, на ізраїльській стоянці Бізат Рухама — віком бл. 1 млн років.
В епоху раннього палеоліту територія Аравійського півострова стала першим місцем, звідки людство почало переможну ходу на планеті Земля.
Найдавнішими знахідками роду Homo в Азії є останки дманісійських гомінідів, знайдених в Грузії (1,8-1,9 млн років). Археологічні пам'ятки Східного Казахстану «Курчум-1» і «Курчум-2» відповідають Усть-Убінській свиті, верхня межа якої датується віком бл. 1,8 млн років тому. Знахідки в Убейда (Ізраїль) датуються віком бл. 1,4 млн років.
На острові Флорес 700 тис. років тому жив карликовий вид людей, подібний до виду Homo floresiensis, вимерлим 60-100 тис. років тому.
Останки архантропов віком близько 0,5-1 млн років відомі з острова Ява в Індонезії (явантроп, мегантроп), з Китаю (Юаньмоуська людина, синантроп, ланьтьяньська людина), Ізраїлю (Гешер-Бенот Яков), Сирії (Надауйе Айн Аскар).
У турецькій провінції Денізлі в місцезнаходженні Кокабас виявлена черепна кришка виду Homo erectus віком 330—510 тис. років.
380—200 тис. років тому були населені печера Кесем в Ізраїлі і Азоська печера (азихантроп) в Азербайджані.
Дані люмінесцентної хронології вказують, що 130 тис. років тому Аравійський півострів був відносно спекотніше, кількість дощових опадів була вище, завдяки чому він був покритий рослинністю і придатною для проживання землю. В цей час рівень Червоного моря впав, і ширина його південної частини становила всього 4 км. Це на короткий час створило для людей можливість форсування Баб-ель-Мандебської протоки, через яку вони досягли Аравії і заснували ряд перших стоянок на Близькому Сході — таких, як Джебель Файя. Ранні мігранти, рятуючись від кліматичних змін в Африці, перейшли через «Врата Скорботи» на територію сучасних Ємену й Оману, а далі через Аравійський півострів в пошуках більш сприятливих кліматичних умов. Між Червоним морем і Джебель-Файя (ОАЕ) — відстань в 2000 км, де нині розташовується непридатна до життя пустеля, проте близько 130 тис. років тому, в епоху закінчення чергового льодовикового періоду, Червоне море було досить дрібним, тому перетинали його вбрід або на невеличкому плоті, а Аравійський півострів на той час являв собою не пустелю, а покриту зеленню місцевість. Друга фаланга середнього пальця руки людини, знайдена в місцезнаходженні Таас-ель-Гадха (Taas al-Ghadha) недалеко від оази «Тайма» (на місті міста Тема) на північному заході Саудівської Аравії, датується віком 90 тис. років.
З кінцем льодовикового періоду в Європі клімат став більш жарким і посушливим й Аравія перетворилася на пустелю, погано пристосовану для життя людини.
Знахідки неандертальців в Азії поширені від Близького Сходу (Шанідар, Схул, Кафзех, Табун) до Сибіру та Середньої Азії (печера Окладникова, Чагирська печера, Денисова печера, Тешик-Таш, Ангіляк).
У Денисовій печері було виявлено новий вид людей — денисовська людина, яка жила там в період з 170 до 50 тис. років тому.
Кістки Homo sapiens з печери Міслія (Misliya Cave) на горі Кармель датуються віком 194—177 тис. років тому. Кістки з китайського місцезнаходження Суйцзіяо датуються віком 125—104 тис. років тому. Зуби з китайського Біцзі, схожі з зубами анатомічно сучасних людей, датуються віком від 112 тис. до 178 тис. років тому (тобто Африка не є прабатьківщиною людства). Знахідки зубів з китайської печери Фуянь датуються в межах від 120 до 80 тис. років тому, що може бути навіть старше останків з ізраїльських печер Схул і Кафзех, знахідки передбачуваних «сапієнсів» з китайської печери Чжіжень датуються віком від 116 до 106 тис. років тому.

##### Homo erectusв Південній Азії (нижній і середній палеоліт)
У плейстоцені людина прямоходяча проживала на плато Потхохар в верхньому Пенджабі, а також уздовж річки Соан поблизу Равалпінді. Знахідки так званої соанської культури (названої від річці) зустрічаються в регіоні Сивалік, розташованому на рубежі сучасних Індії, Непалу та Пакистану.

##### ПрибуттяHomo sapiensв Азію (верхній палеоліт)

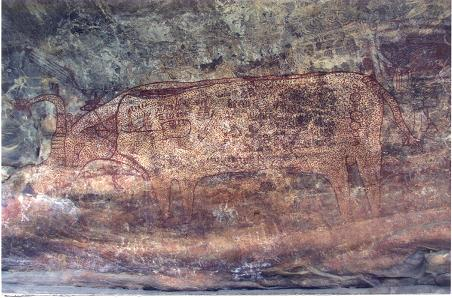
Наскельні малюнки в Бхімбетка, Мадх'я-Прадеш, Індія.

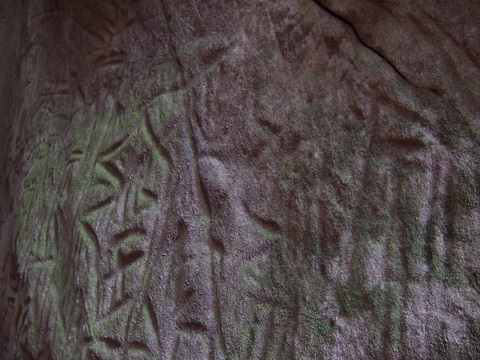
Зображення в печерах Едакал, Керала, Індія.

Аналіз мтДНК показує, що Homo sapiens мігрував до Південної Азії близько 70-50 тис. років тому.
Аналіз ДНК Y-хромосоми показав, що житель на захід від Мадурай є прямим нащадком одного з цих ранніх мігрантів. Надалі мігранти розселилися далі в Південно-Східній Азії, досягнувши Австралії близько 40-60 тис. років тому (Скам'янілості озера Мунго).
Людина з Кальяо і людина з Табон на Філіппінських островах жили 66,7 ± 1 тис. років тому і 47 ± 11 тис. років тому відповідно. Останки хлопчика з грота Обі-Рахмат, схожого і на неандертальця, і на кроманьйонця, датуються віком не менше 50 тисяч років. Людина з лаоської печери Там Па Лінг (Печера мавп) датується віком бл. 46 тисяч років тому. Усть-Ішимська людина з Росії датується віком 45 тис. років, також як і сопкаргінський мамонт з Таймиру, на виличній кістці якого вчені виявили пошкодження від важкого списа. Таранна (надп'яткова) кістка людини з Байгари (Росія) датується віком 43 тис. років. Зуб «Khudji 1» зі стоянки Худжі (Таджикистан) датується віком 42110 + 2440 / — 1870 років тому. Людина з китайської печери Тяньюань датується віком 37-42 тис. років. Людина з малайзійської печери Ніа на острові Калмантан (Борнео) датується віком 37-42 тис. років. Людина з печери Лігво Гієни (Росія) датується віком бл. 34-34,5 тис. років тому. Людина з місцезнаходження «Покровка II» (Малий Лог II) на березі Красноярського водосховища (Росія) датується віком 27740 ± 150 років. До верхнього палеоліту відносяться архаїчні палеоантропологічні знахідки з вірменських печерних стоянок «Єреван I» і «Лусакерт I».
У печерах Шрі-Ланки виявлені найбільш ранні сліди діяльності людини сучасного типу в Південній Азії, що датуються віком бл. 34 тис. років тому.
Знахідки в Белане на півдні штату Уттар-Прадеш датуються радіовуглецевим методом близько 18-17 тис. років тому. Також відомі зразки палеолітичного наскального мистецтва.
У печерах Бхімбетка люди жили у верхньому палеоліті (X—VIII тис. до н. е.) — у них виявлені настінні малюнки, що датуються близько 7000 р. до н. е.. У пакистанських регіонах Сівалік і Потвар знайдено велику кількість останків хребетних тварин і палеолітичних знарядь, які виготовлялися в той час з яшми, кварциту і шерти.

##### Мезоліт
Технології, характерні для мезоліту, в Південній Азії зустрічалися перш за все на Шрі-Ланці, де досить рано з'явилися мікроліти, почалася розчистка місцевості під сільськогосподарські культури. Разом з тим, у місцевому господарстві продовжували домінувати полювання і збирання, житла були сезонними.
У Південній Індії мезоліт зберігався дуже довго, паралельно з бронзовою добою в Північній Індії, аж до приходу туди носіїв металургійних технологій з півночі.

##### Неоліт
На Близькому Сході неоліт почався близько 9500 років до н. е..
У близькосхідному центрі неолітичної революції до раннього неоліту відносяться культури докерамічного неоліту, що існували до кризи 6200 р. до н. е.. Кераміка раніше всього з'являється в селищах Чатал-Гуюк, Джармо, Хаджилар.
У далекосхідному центрі неолітичної революції до цього періоду відносяться культури Пентоушань і Пейліган. Одночасно з ними існували субнеолітічні культури Дзьомон, у рамках якої був віднайдений керамічний посуд, і Хоа-Бінь, з якої асоціюють одомашнення ряду садово-огородних рослин.
Одним з найбільш ранніх неолітичних пам'яток в Індії є Лахурадева в середній частині Гангу. Що датується радіовуглецевим методом близько VII тис. до н. е.. Нещодавно був виявлений ще один пам'ятник (умовна назва Джхусі) біля злиття річок Ганг і Ямуна, неолітичні шари якого датуються близько 7100 р. до н. е..
Докерамічний неоліт (Мергарх, Белуджистан, Пакистан, також відомий як «рання ера харчового виробництва») тривав приблизно з 7000 до 5500 рр. до н. е.. Керамічний неоліт тривав до 3300 р. до н. е., його пережитки спостерігалися в ранній період існування Харапської цивілізації мідної і ранньої бронзової доби.
У Південній Індії неоліт почався не раніше 3000 р. н. е. і тривав приблизно до 1400 р. до н. е.. Археологічні розкопки показують, що Південна частина Індії була заселена людьми найдовше (особливо Таміл Наду). У Адічаналурі, в 24 км від Тхірунелвелі, археологи з Археологічної комісії Індії виявили 169 глиняних урн, що містили людські черепи, скелети і кістки, а також лушпиння і зерна рису, обвуглений рис і неолітичні сокири-кельти, що дозволило віднести поховання в урнах до неолітичної періоду. Вони датуються близько 3800 років тому.
Неоліт Південної Індії характеризується курганними похованнями з трупоспаленням починаючи з 2500 року в регіоні Андхра-Карнатака, які поступово поширюються в Таміл Наду. Порівняльні розкопки, проведені в Адічаналурі в окрузі Тхірунелвелі і в Північній Індії, виявили свідоцтва міграції в південному напрямку місцевої мегалітичної культури. Найбільш раннє явне свідчення присутності мегалітичних урнових поховань відноситься приблизно до 1000 р. до н. е., виявлено в кількох місцях у штаті Таміл Наду, і головним чином в Адічаналурі, в 24 км від Тірунелвелі, де археологи виявили 12 урн з написами писемності брахмі на тамільські мові.

## Стародавній світ

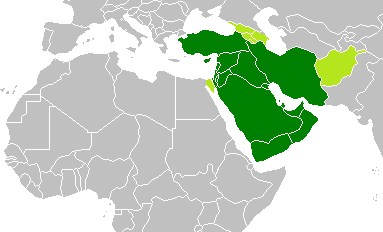
Передня Азія

##### Рання бронзова доба
Дослідження поселення Саразм у Центральній Азії (IV—ІІ тис. до н. е.) виявили його руйнування часів вторгнення на цю територію кочових індо-іранських племен.

###### Шумерська цивілізація

Стародавнє Межиріччя

У другій половині IV-го тис. до н. е. в Південній Месопотамії з'явилися шумери — народ, який в більш пізніх письмових документах називає себе «чорноголовими» (шумер. «санг-нгіга», аккад. «цальмат-каккаді»). Це був народ етнічно, лінгвістично і культурно чужий семітським племенам, що заселив Північну Месопотамію приблизно в той же час або трохи пізніше. Шумерська мова, з її химерною граматикою, не родинна жодній зі збережених до наших днів мов. Спроби відшукати її первісну батьківщину досі закінчувалися невдачею.
Шумер, розташований на півдні Месопотамії, є найдавнішою в світі цивілізацією, яка існувала з виникнення першого поселення в Еріду під час убейдського періоду (кінець VI тис. до н. е.), продовжувала існувати під час урукського (IV тис. до н. е.) і династичного періоду (III тис. до н. е.) і прийшла в занепад за часів розквіту Ассирії та Вавилону в кінці III  — початку II тис. до н. е. Аккадської імперія, яку заснував Саргон Великий, існувала з XXIV-го до XXI-го століття до н. е., і вважається першою в світі імперією. Аккадські території з часом розпалися на Ассирію і вавилонське царство. Напевно, країна, звідки прийшли шумери (не пізніше IV тисячоліття до н. е.), перебувала десь в Азії в гірській місцевості (штат Ассам в Індії чи Тибет), розташованої таким чином, що її жителі змогли оволодіти мистецтвом мореплавання. Свідченням того, що шумери прийшли з гір, є їх спосіб побудови храмів, що зводилися на штучних насипах або на складених з цегли або глиняних блоків пагорбах-терасах. Чи подібний звичай міг виникнути у мешканців рівнин. Його разом з віруваннями повинні були принести зі своєї прабатьківщини жителі гір, віддавати шану богам на гірських вершинах. І ще одне свідчення — в шумерській мові слова «країна» і «гора» пишуться однаково. Багато що говорить і за те, що шумери прийшли в Месопотамію морським шляхом. По-перше, вони, перш за все, з'явилися в гирлах річок. По-друге, в їх найдавніших віруваннях головну роль відігравали боги Ану, Енліль і Енкі. А ледь поселившись в Дворіччі, шумери відразу ж зайнялися організацією іригаційного господарства, мореплавством і судноплавством по річках та каналах. Перші шумери, що з'явилися в Месопотамії, становили невелику групу людей. Думати про можливість масової міграції морським шляхом в той час не доводиться.
В епосі шумерів згадується їхня батьківщина, яку вони вважали прабатьківщиною всього людства — острів Дільмун, однак гір на цьому острові немає, що свідчить про те, що острів був на шляху міграції. Аналогічно влаштувавшись в гирлах річок, шумери оволоділи містом Еріду. Це було їх перше місто. Тому пізніше вони стали вважати його колискою своєї державності.
Після ряду років шумери рушили вглиб Месопотамської рівнини, зводячи або завойовуючи нові міста. Для найбільш віддалених часів шумерська традиція є настільки легендарною, що не має майже жодного історичного значення. Вже з даних Бероса було відомо, що вавилонські жерці ділили історію своєї країни на два періоди: «до потопу» і «після потопу». Берос у своїй історичній праці відзначає 10 царів, котрі правили «до потопу», і наводить фантастичні цифри їх правління. Ті ж дані наводить і шумерський текст 21-го століття до н. е., так званий «Царський список». Крім Еріду, як «допотопних» центрів шумерів «Царський список» називає Бад-Тібіру, Ларак (згодом малозначущі поселення), а також Сіпар на півночі і Шурупак в центрі. Цей сторонній народ підпорядкував собі країну, не витіснивши місцеве населення (цього шумери просто не могли), а навпаки вони сприйняли багато досягнення місцевої культури.
Тотожність матеріальної культури, релігійних вірувань, суспільно-політичної організації різних шумерських міст-держав аж ніяк не доводить їхньої політичної спільності. Навпаки, скоріше можна припустити, що з самого початку експансії шумерів вглиб Месопотамії виникло суперництво між окремими містами, як знову заснованими, так і завойованими.

###### Елам

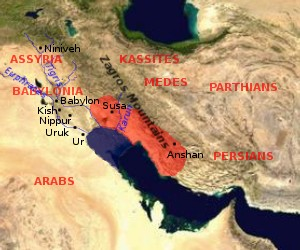
Еламська держава (виділено червоним) і сусідні території

Древній Елам розташовувався на схід від Шумеру і Аккаду, на крайньому заході та південному заході сучасного Ірану, від низин Хузестана і м. Іламу. У давньоеламський період (близько 3200 р. до н. е.). Він складався з шерегу царств на Іранському плато з центром в м. Аншані. Протоеламська цивілізація існувала в період 3200-2700 рр. до н. е., коли м. Сузи, пізніше — столиця Еламу, стала набувати вплив над культурами Іранського плато. Ця цивілізація вважається найдавнішою в Ірані, що існувала одночасно з сусідньою шумерською. Протоеламська писемність, яку поки не вдалось дешифрувати, використовувалася короткий час, поки не була замінена новою писемністю — еламським клинописом.
Починаючи з середини II тис. до н. е. центром Еламу стали Сузи в низині Хузестану.
Елам був поглинений Ассирійською імперією в VIII-VII ст. до н. е., проте Еламська цивілізація зберігалася до 539 р. до н. е., коли її остаточно асимілювали перси.

###### Амореї
Амореї були кочовим семітським народом, який займав територію на захід від р. Євфрату починаючи з 2-ї половини III тис. до н. е.. У найбільш ранніх шумерських джерелах, починаючи з 2400 р. до н. е., країна амореїв («Mar.tu») зв'язується з землями на захід від Шумеру, включаючи Сирію і Ханаан, хоча прабатьківщиною амореїв була, швидше за все, Аравія. Зрештою амореї заселили Месопотамію, де вони правили в таких державах, як Ісін, Ларса, а пізніше — Вавилон.

##### Середня бронзова доба
- Аркаїм — датується рубежем III—II тис. до н. е., відносять до андронівської археологічної культури й країни міст[ru].
- Ассирія, випробувавши короткий період панування Мітанні, стала великою державою після приходу до влади Ашур-убаліта I в 1365 році до н. е. і зберігала цей статус до смерті Тіглатпаласара I в 1076 р. до н. е.. В цей час Ассирія змагалася з Давнім Єгиптом і домінувала на більшій частині Близького Сходу.
- Вавилон, спочатку заснований як аморейське царство, опинився під владою каситів на 435 років. У період каситського панування спостерігався застій, коли Вавилон нерідко потрапляв під вплив Ассирії чи Еламу.
- Ханаан: Угаріт, Кадеш, Мегіддо, Ізраїльське царство
- Хетське царство було засноване невдовзі після 2000 р. до н. е. і стало великою державою, що домінувала в Анатолії і в Леванті до 1200 р. до н. е. е., коли спочатку його привели в занепад набіги фригійців, а потім остаточно завоювала Ассирія.

##### Пізня бронзова доба
Хурити з'явилися на півночі Месопотамії і на територіях безпосередньо на схід і захід від неї, починаючи приблизно з 2500 р. до н. е.. Їх поява зв'язується з міграцією носіїв Куро-Аракської культури з території Кавказу. Ядром їх первісного розселення був Субарту в долині річки Хабур. Пізніше хурити затвердили свою владу як правителі кількох невеликих царств на півночі Месопотамії й Сирії, з яких найбільшим і найсильнішим було царство Мітанні. Хурити зіграли важливу роль в історії хетів, котрі були сусідами з ними із заходу.
Мітанні було хуритським царством в північній Месопотамії, яке виникло близько 1500 р. до н. е., а в період найвищої могутності в XIV ст. до н. е. включало території південного сходу Анатолії, північ сучасних Сирії та Іраку (територія, приблизно відповідає сучасному етнічному Курдистану) зі столицею Вашуканні, місце розташування якої ще не встановлено археологами. На чолі Мітанні стояла еліта індоарійського походження (індоарійці вторглися в Левант близько XVII ст. до н. е.), з мови яких в документах Мітанні засвідчено про багату лексику (зокрема, пов'язана з кіньми). З їхнім рухом зв'язується поширення в Сирії кераміки, що асоціюють з куро-аракською культурою, хоча в цьому випадку виникають протиріччя з приводу датування.
На крайньому сході Анатолії існувало царство Ішува, назва якого вперше засвідчена в II тис. до н. е.. У класичний період його територія увійшла до складу Вірменії. Раніше, в епоху неоліту, Ішува була одним з перших центрів виникнення сільського господарства. Близько 3500 року до н. е. в долинах верхів'я р. Євфрату виникають міські центри. За ними в III тис. до н. е. виникають перші держави. У самій Ішува виявлені лише нечисленні писемні джерела; велика частина відомостей про неї відома по хетським текстам.
На захід від Ішува знаходилося Хетське царство, що становило загрозу для неї. Хетський цар Хатусила I (близько 1600 р. до н. е.) провів свої війська через р. Євфрат, зруйнувавши міста на своєму шляху, що добре узгоджується з руїнами зі слідами пожеж в археологічних шарах відповідної епохи в Ішува. Після колапсу Хетського царства на початку XII ст. до н. е. в Ішува виникла нова держава. Місто Малатья стало центром одного з сиро-хетських царств. Можливо, ще до остаточного завоювання ассирійцами Ішува була ослаблена міграціями кочових народів. Занепад, що спостерігався на її території з VII ст. до н. е. і до римського завоювання був, ймовірно, викликаний цими міграціями. Пізніше цю територію заселили вірмени, ймовірно, генетично споріднені з колишнім населенням Ішува.
Кіззуватна, ще одне древнє царство бронзового століття, існувала в II тис. до н. е. у високогір'ях на південному сході Анатолії поблизу Іскендерунської затоки, оточуючи Таврські гори та річку Джейхан. Центром цього царства було місто Кумманні, розташоване високо у горах. Пізніше ця ж територія відома як Кілікія.
Лувійська мова — вимерла мова анатолійської групи індоєвропейської сім'ї. Носії лувійських мов поступово поширилися по Анатолії та зіграли вирішальну роль в період існування та після занепаду Хетської імперії в 1180 р. до н. е. на теренах якої їх мова була широко поширена. Також лувійська мова була широко поширена в сиро-хетських царствах на території Сирії, таких, як Мелід і Кархеміш, а також в царстві Табал на території центральної Анатолії, яке процвітало близько 900 р. до н. е. лувійська мова збереглася в двох формах: клинописна лувійська й ієрогліфічна лувійська, в яких відрізнялися не тільки писемність, але і низка діалектних особливостей.
Марі був древнім шумерським і аморейським містом, розташованим в 11 км на північний захід від сучасного міста Абу-Камал на західному березі річки Євфрат, приблизно в 120 км на південний схід від Дейр-ез-Зора, Сирія. Вважається, що воно було населене з V тис. до н. е., хоча період його розквіту відноситься до часу між 2900 і 1759 рр. до н. е., коли його розграбував Хамурапі.
Ямхад був древнім аморейським царством, в якому також оселилася велика кількість хуритів, які вплинули на його культуру. Царство було могутнім в середню бронзову добу, близько 1800—1600 рр. до н. е.. Його головним суперником була Катна далі на південь. Зрештою Ямхад зруйнували хетти в XVI ст. до н. е..
Арамеї були західносемітським напівкочовим пастушачим народом, що мешкав у верхній Месопотамії і Арамі (Сирія). Арамеї ніколи не створювали єдиного царства; вони були розбиті на низку незалежних держав по всьому Близькому Сходу. Незважаючи на це, саме арамеям вдалося поширити свою мову і культуру по всьому Близькому Сходу і навіть за його межами, що частково було пов'язано з масовими переміщеннями населення в змінюючих одна одну імперіях, в тому числі Ассирії та Вавилоні. Арамеї, які звикли до кочового способу життя, переносили ці переселення відносно безболісно, тоді як багато інших культур втрачали свою ідентичність під час цього. Зрештою вже в залізній добі арамейська мова стала офіційною мовою Перської імперії.

##### Бронзовий колапс

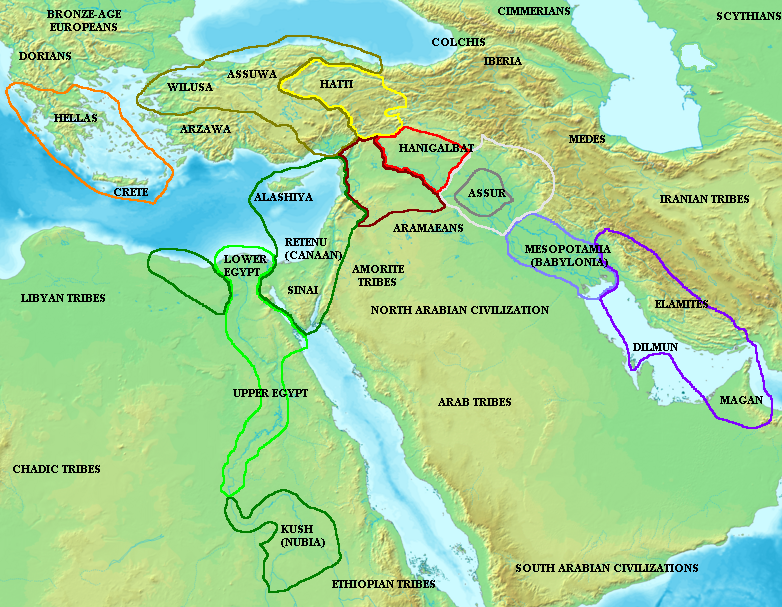
Мапа Східного Середземномор'я в Амарнський період (бл. XIV—XII ст. до н. е.)

Термін «бронзовий колапс» був введений істориками на позначення різкого й драматичного переходу від пізньої бронзової доби до ранньої залізної доби. Це був період, пов'язаний зі зростом насильства, різким розривом культурних традицій, крахом палацових економік в Егеїді й Анатолії, де після кількох століть «темних віків» виникли нові держави, що не мали правонаступництва від колишніх. Бронзовий колапс можна розглядати в контексті технологічної історії — повільного поширення технології обробки заліза в регіоні, починаючи з ранніх залізних виробів в Румунії XIII-XII ст. до н. е.. У період 1206—1150 рр. до н. е. один за одним загинули такі великі культури, як Мікенське царство, Хетське царство в Анатолії та Сирії, єгиптяни були витіснені з Сирії і Палестини, обірвалися далекі торгові контакти й зник ряд писемностей.
На першому етапі зазначеного періоду майже всі міста між Троєю і Газою (а також деякі за межами цього регіону) були зруйновані і нерідко залишилися після цього безлюдними (наприклад, такі, як Хаттуса, Мікени, Угаріт).
У X ст. до н. е. завершилися «темні століття»; в цей час росте вплив сиро-хетських (арамейських) царств в Сирії і Анатолії, а також Новоассирійська імперія. З Азії скифські племена кочують у VIII-VII ст. до н. е. в євроазійські степи з утвердженням державності Скіфії.

#### Південна Азія

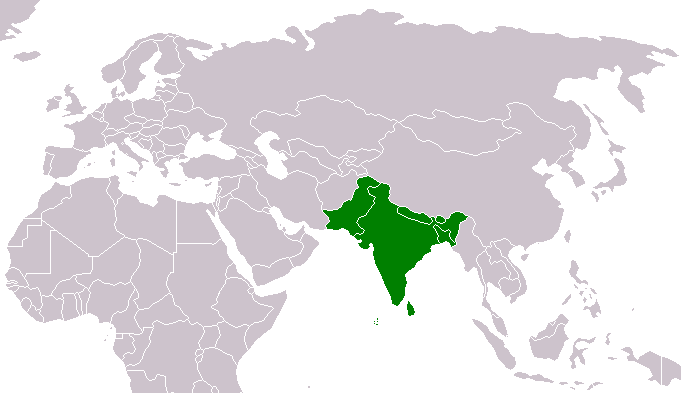
Південна Азія

На якісну трансформацію соціокультурної системи при переході від ранніх до розвинутих цивілізацій всього людства вплинула саме Азія I тис. до н. е. відповідно до Карла Ясперса та його «Осьового часу».

##### Цивілізація долини Інду
З VII тис. до н. е. в долині р. Інду і р. Сарасваті розвивається виробниче господарство. Виділяється особлива ранньоземлеробська культура, яку називають мергарською. У цю епоху людина знайшла ефективний спосіб отримання продуктів харчування, оптимальний для даного регіону розвиток землеробства, мисливського промислу і породжує скотарство. Це створювало необхідні умови для переходу на якісно новий щабель — формування нового культурно-історичного комплексу.
Культура долини Інду була єдиною в своєму регіоні. До прикладу, в Амрі їй передувала місцева оригінальна культура, що деякий час співіснували з харапською. Індська або Харапська цивілізація — одна з трьох найбільш древніх цивілізацій людства, поряд з давньоєгипетською та шумерською. З усіх трьох вона займала найбільшу площу. Харапська цивілізація розвивалася в долині річки Інд в 3300-1300 до н. е.. Найбільш значні центри — Ракхігархі, Хараппа, Лотхал і Мохенджо-Даро. Населення в роки розквіту складало близько 5 мільйонів осіб. У шумерських текстах «Харапська цивілізація» імовірно носила назву «Мелуха».
У харапців було розвиненим монументальне будівництво, металургія бронзи, дрібна скульптура. У зародку перебували приватновласницькі відносини, а в основі сільського господарства знаходилося іригаційне землеробство. У Мохенджо-Даро були виявлені чи не перші відомі археологам громадські туалети, а також система міської каналізації.
Родюча земля, високе зволоження, ботанічна заможність індського центру сприяли ранньому розвиткові землеробства, що було основою господарства й доповнювалося полюванням і рибальством, а на узбережжі — морським промислом.
Поселення харапської культури складалися з цитаделі і нижнього міста, відрізнялися ретельним плануванням, наявністю каналізаційної структури і фортифікації. Житлові будинки імовірно були двоповерховими загальною площею до 355 кв. м. Знаряддя праці виготовлялися переважно з міді та бронзи.
Через вкрай високу ролю іригаційної системи у житті громади, був потрібний добре організований інститут влади. Можливо, що інститут спадкової влади виник з культу предків, а жрецтво виконувало роль посередника між обожнюваною верхівкою політичної ієрархії та іншими верствами суспільства.
Важлива роля відводилася зовнішній торгівлі: у харапській цивілізації було сполучення з Месопотамією, Середньою Азією, прямі торговельні контакти доходили до Шумеру й Аравії. Перші дані про існування доарійської цивілізації в західній Індії опублікував у XIX ст. Олександр Канінгем. А остаточне існування Індської цивілізації було встановлено в 1921—1922 рр. експедицією на чолі з Джоном Х'юбертом Маршалом.

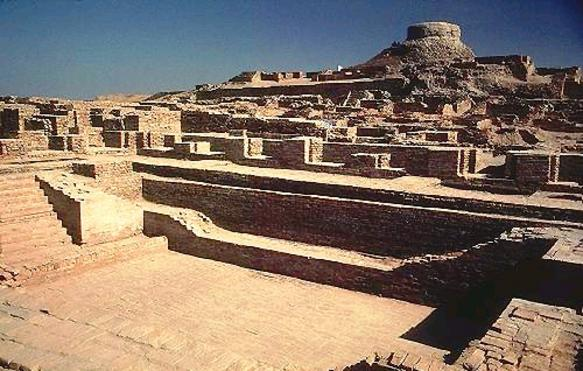
Розкопані археологами руїни Мохенджо-Даро
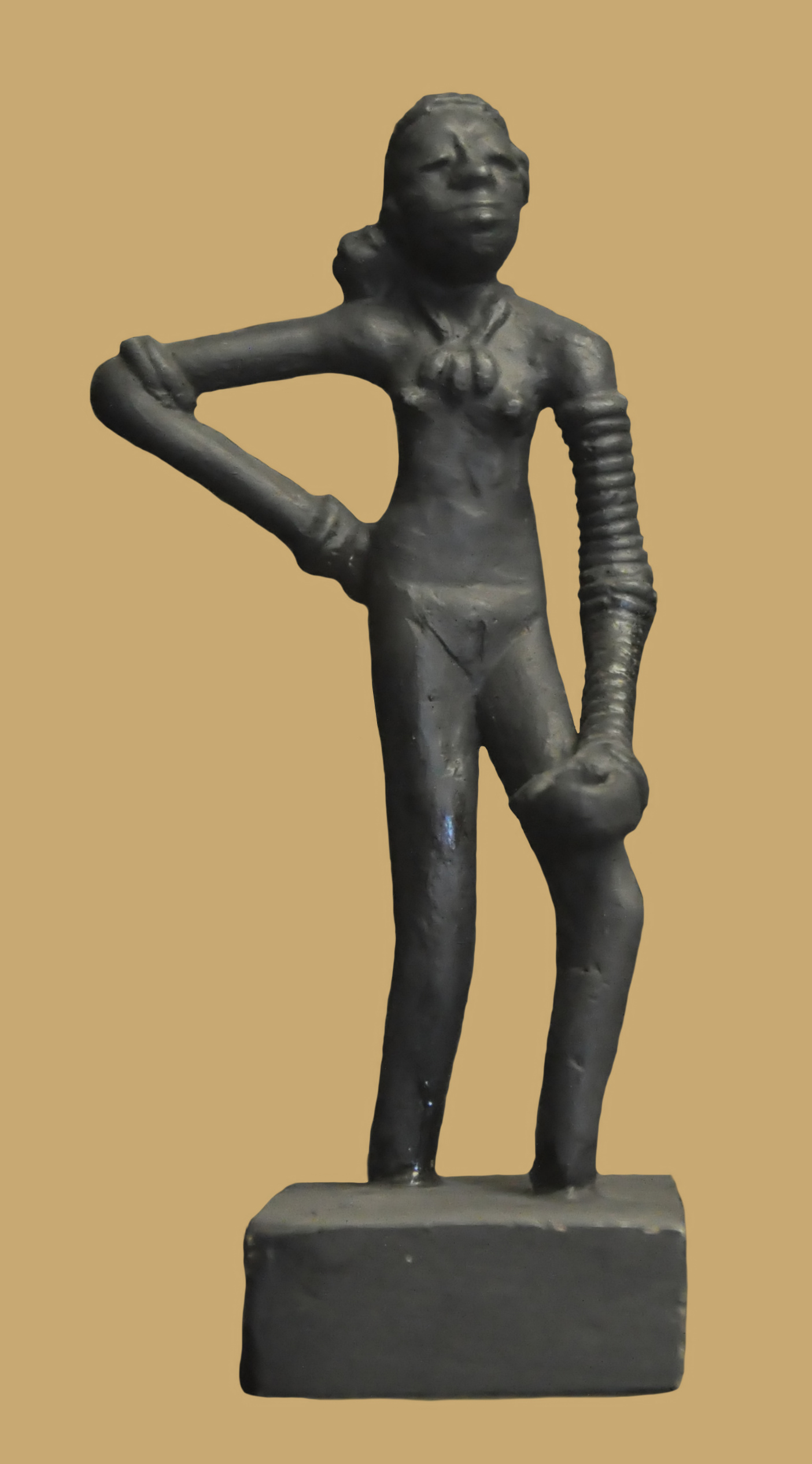
Знаменита «танцівниця» з Мохенджо-Даро
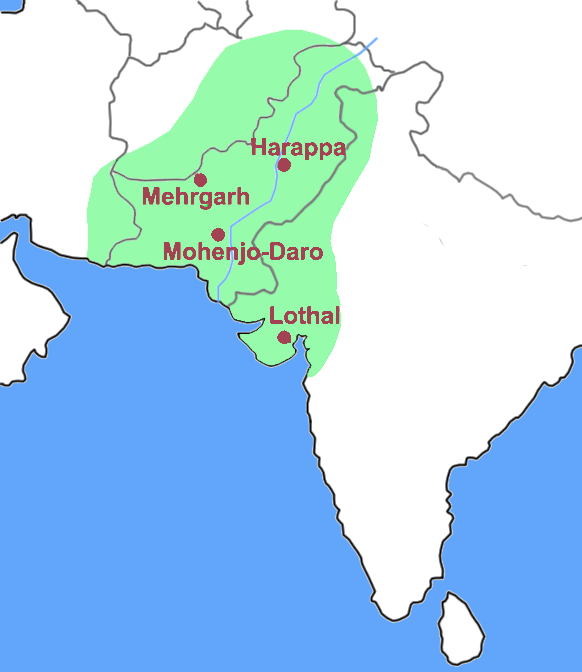
Ареал цивілізації долини Інда
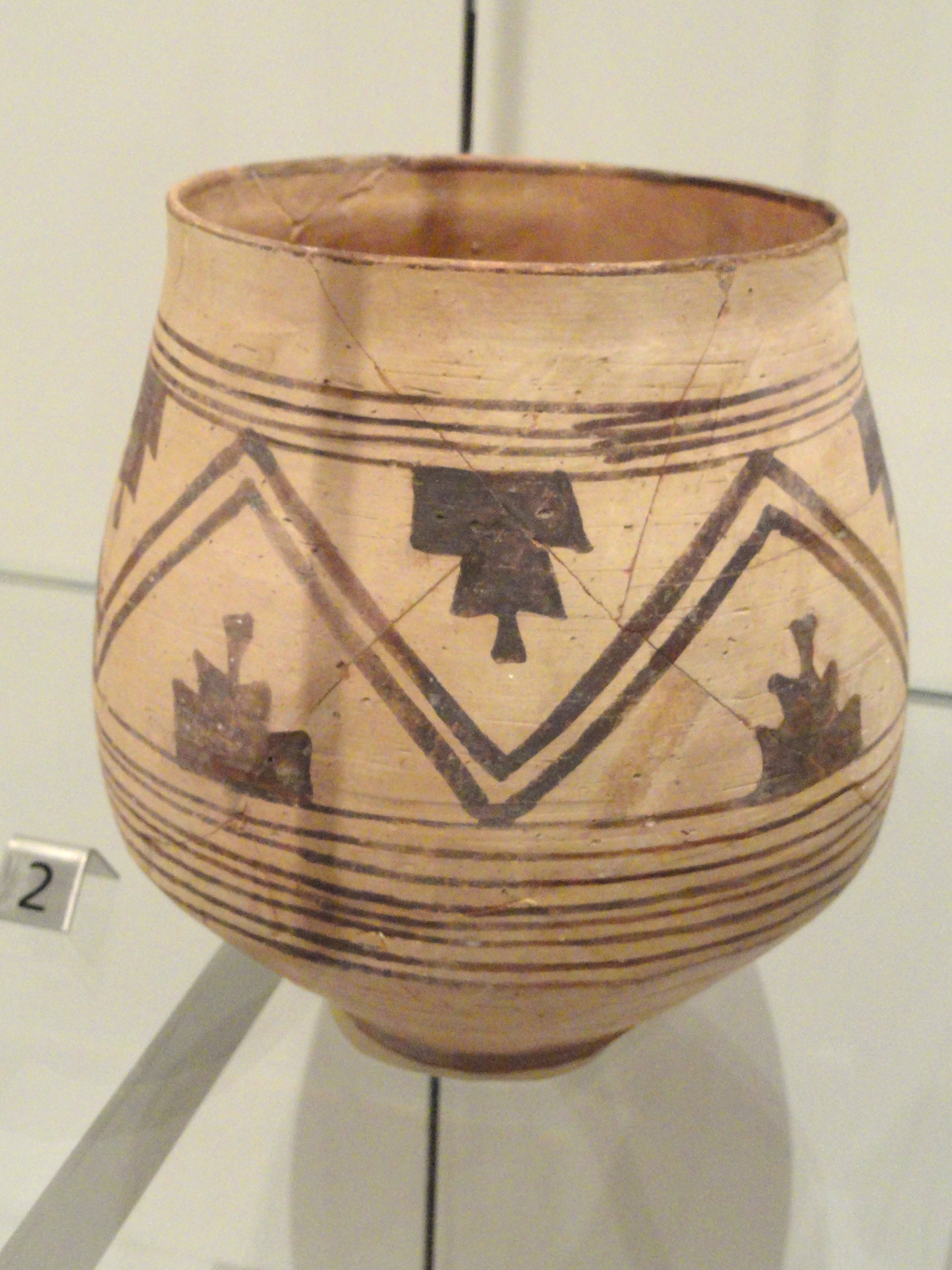
Кераміка Індської цивілізації, 2500—1900 рр. до н.е.

###### Писемність
Протоіндійська писемність досі не дешифрована. Завдання ускладнюється відсутністю відомостей про мову і автентичних текстів, а також стислістю виявлених написів. Відповідно до гіпотези Юрія Кнорозова, протоіндійці писали справа наліво. Використовувані ієрогліфічні знаки, ймовірно, були запозичені з піктографії або винайдені за її зразком. Найбільшою популярністю користується дравідська гіпотеза (її підтримують Аско Парпола, Іравадхам Махадеван, Юрій Кнорозов). Наступною за популярністю, з посиланням на міфоісторічні дані «Махабхарати» і «Рігведи», є індоарійська гіпотеза (зокрема, розвивається грецьким вченим Ніколасом Казанасом), котрий вважає, що арії вже жили в Індії до 34 століття до н. е.. Неодноразово відзначалися значні аналогії між матеріальною культурою Харапської цивілізації і артефактами, описаними в пізньоведійській літературі Брахман і Араньяки (зокрема, в «Шатапатха-брахмана»). Вчені прагнуть вияснити передісторію протоіндійської писемності, знайти графічні аналогії ієрогліфічних знаків і встановити, чи є писемність місцева або запозичена з інших регіонів. Існує полемічна точка зору про те, що знайдені таблички є малюнками або піктограмами, а справжня писемність у долині Інду не розвинулася. Останню точку зору підтримує Майкл Вітцель.

## Залізна доба
Під час ранньої залізної доби, починаючи з 911 р. до н. е., виникла Новоассирійська імперія, суперничала з Вавилонією й іншими меншими царствами за домінування в регіоні. Однак лише в наслідку реформ Тіглатпаласара III в VIII столітті до н. е. вона стала великою і грізною імперією. У середньоасирійський період пізньої бронзової доби Ассирія була царством в північній Месопотамії (територія сучасного північного Іраку), яке конкурувало за вплив зі своїм південним сусідом, Вавилонським царством. Починаючи з 1365-1076 рр. до н. е. це була потужна імперія, конкурувала з Давнім Єгиптом і Хеттським царством. Завдяки кампанії Адад-Нірарі II Ассирія стала величезною імперією, яка змогла скинути 25-у династію Стародавнього Єгипту і завоювати Єгипет, Близький Схід і великі ділянки в Малій Азії, а також територію Ірану, Закавказзя та східного Середземномор'я. Новоассирійська імперія була спадкоємицею Середньої Ассирійської імперії (XIV-X століття до н. е.). Ряд вчених, в тому числі Р. Н. Фрай, розглядають новоассирійську імперію як першу імперію в історії в повному розумінні цього слова. У цей період арамейська мова стала другою офіційною мовою імперії, поряд з аккадською, яку пізніше витіснив.
У той же час, на уламках Хетської імперії на півночі Сирії і півдні Анатолії в період 1180-близько 700 рр. до н. е. існували Новохеттське царство, жителі яких говорили на лувійською, арамейською і фінікійською. Термін «новохеттське» іноді у вузькому сенсі вживається стосовно розмовляючих лувійською мовою князівств, таких, як Мелід (Малатья) і Каркаміш (Кархеміш), хоча в більш широкому сенсі термін «сиро-хетські царства» нині застосовується по відношенню до всіх держав, що виникли в центральній Анатолії в результаті колапсу Хеттського царства — в тому числі щодо таких, як Табал і Куе — а також до царств північної та прибережної Сирії.
Царство Урарту існувало на території сучасної Вірменії і північній Месопотамії [57] в період між 860 р. до н. е. і до 585 р. до н. е.. Воно розташовувалося на гірському плато між Малою Азією, Месопотамією і Кавказом, нині відомому як Вірменське нагір'я, а його центр знаходився біля озера Ван (нині — східна Туреччина). Назва «Урарту» близьке старозавітному терміну Арарат.
Термін Нововавилонська імперія відноситься до Вавилонії під владою 11-ї Халдейської династії, починаючи з повстання Набопаласара в 623 р. до н. е. і аж до вторгнення Кіра Великого в 539 р. до н. е. (втім, останній цар Вавилонії Набонід був вихідцем з ассирійського міста Харан, зовсім не халдеєм). Найпомітнішою подією історії Нововавилонського царства було правління Навуходоносора II.
Протягом декількох століть, коли Ассирія панувала в регіоні, Вавилон користувався впливовим статусом і бунтувалася при будь-яких ознаках втрати цього статусу. Незважаючи на це, ассирійцям завжди вдавалося відновити лояльність вавилонців, або шляхом збільшення привілеїв, або військовим способом. Ситуація остаточно змінилася в 627 р. до н. е. зі смертю останнього сильного царя Ассирії Ашшурбаніпала, і кілька років по тому вавилоняни на чолі з Набопаласаром повстали проти халдейської династії. У союзі з мідійцями і скіфами вони захопили і пограбували ассирійську столицю Ніневію в 612 р. до н. е. і Харан в 608 р. до н. е., після чого столиця імперії знову перемістилася у м. Вавилон.
Ахеменідська імперія була першою серед перських держав, якій вдалося встановити контроль над значною частиною нинішньої території поширення перської мови («великого Ірану»), і в цілому другою великою іраномовною державою (після Мідійської імперії). На піку свого розвитку, охоплюючи територію близько 7,5 млн кв. км, Ахеменідська імперія була найбільшою за територією імперією класичної античності, займаючи землі трьох континентів, включаючи землі таких сучасних держав, як Афганістану, частково Пакистану, Середньої Азії, Малої Азії, Фракії, багато регіонів на узбережжі Чорного моря, Іраку, північ Аравійського півострова, Йорданії, Ізраїля, Лівану, Сирії, а також всі найбільші міста стародавнього Єгипту і Лівії. Під час греко-перських воєн Ахеменіди ворогували з грецькими полісами, і в той же час вони позитивно відзначені в Біблії як визволителі стародавніх жидів від вавилонського полону і розповсюджувачі арамейської мови як офіційної мови імперії.

### Китайська цивілізація

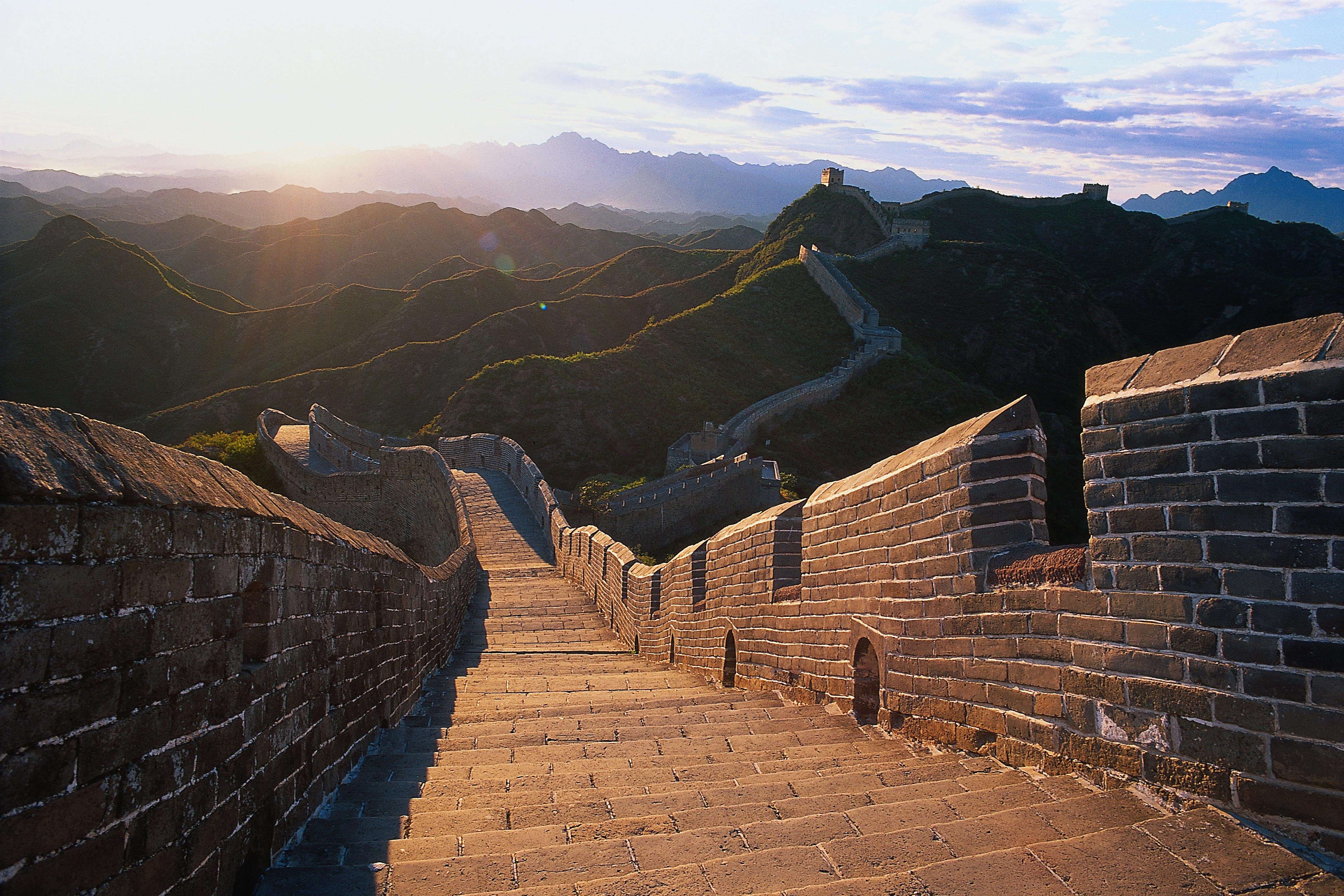
Великий китайський мур

Першою відомою державою бронзової доби на теренах Китаю була держава Шан-Інь (Династія Шан), що сформувалася в XIV столітті до н. е. в середній течії річки Хуанхе, в районі Аньяна.
У наслідку воєн з сусідніми племенами його територія розширилася й до XI століття до н. е. охоплювала терени сучасних провінцій Хенань і Шаньсі, а також частину території провінцій Шеньсі та Хебей. Вже тоді з'явилися зачатки місячного календаря і виникла писемність — прообраз сучасного ієрогліфічного китайського письма. Іньци значно перевершували навколишні їх племена і з військової точки зору — у них було професійне військо, яке застосовувало тогочасну бронзову зброю, луки, списи і бойові колісниці. Іньци практикували людські жертвоприношення — найчастіше в жертву приносилися полонені.
В XI столітті до н. е. держава Інь була завойована нечисленним західним племенем Чжоу, яке до цього перебувало в васальних відносинах зі згаданими іньцями, але поступово зміцнилося і створило союз племен.

### Формування елліністичного світу
Грецькі держави розташовувалися на захід від Індії в Бактрії, на території північного Афганістану з часів Олександра Македонського близько 326 р. до н. е.: царство Селевкідів виникло в 323 р. до н. е., потім Греко-Бактрійського царства виникло в 250 р. до н. е..
Греко-Бактрійського цар Деметрій I вторгся в Індію в 180 р. до н. е. дійшовши до Паталіпутри, і заснував Індо-грецьке царство, що займало різні частини північній Індії аж до кінця I століття до н. е.. При індо-грецьких царях буддизм процвітав, і навіть вважалося, що вторгнення греків до Індії було викликано бажанням надати підтримку імперії Маур'їв, для захисту буддійської віри від переслідувань династії Сунга (185-73 до н. е.).
Один з найбільш відомих індогреческіх царів Менандер I правил в 160-135 до н. е.. Активно підтримував буддизм, і в традиції Махаяни він розглядається як великий покровитель віри, подібно царям Ашоке або Канішке — останньому Кушанському володарю. Добре відомий діалог між царем Менандром (Мілінда) і ченцем Нагасеною близько 160 р. до н. е..

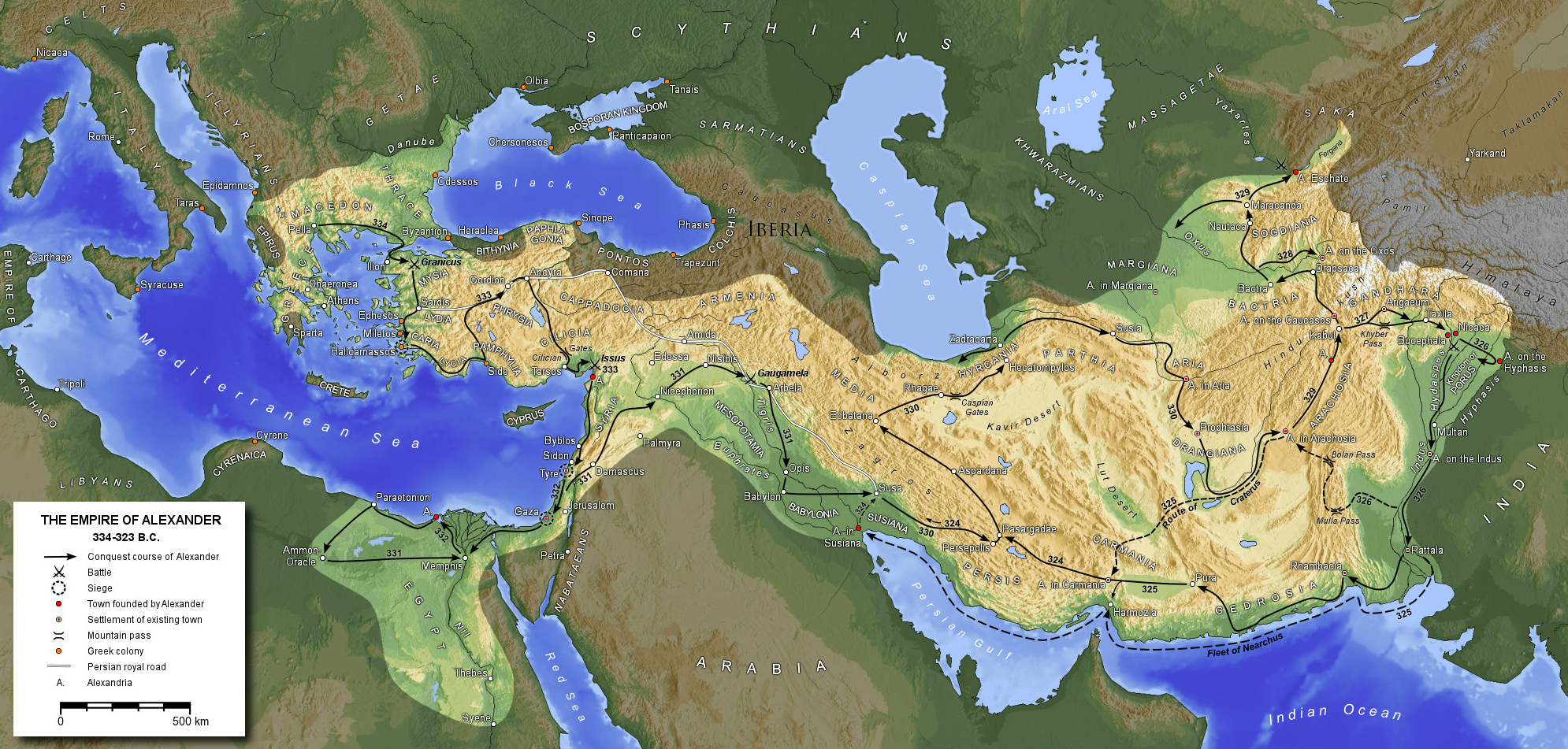
Похід Олександра Македонського в Азію
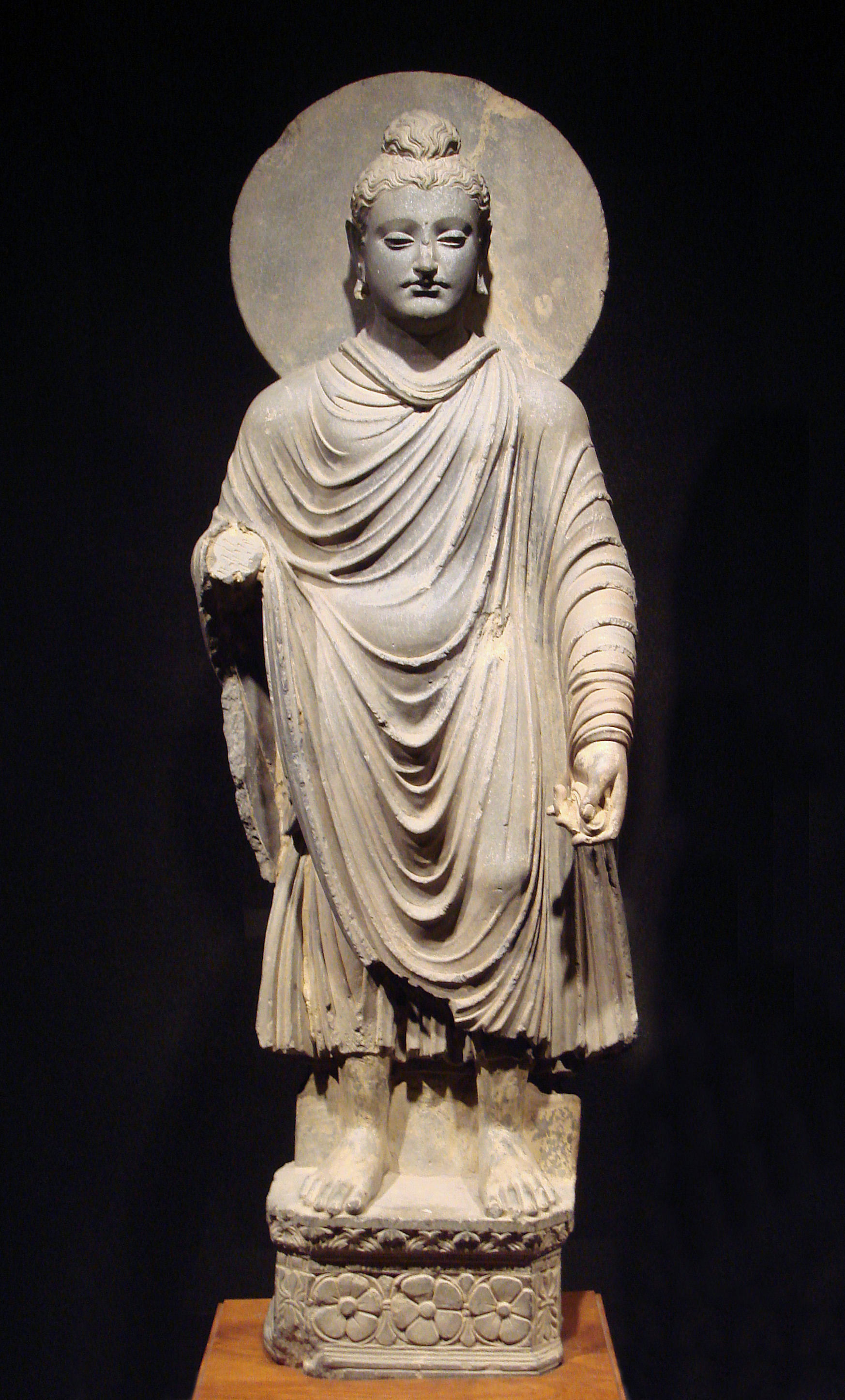
Греко-буддийська статуя Будди I—II ст., Гандхара
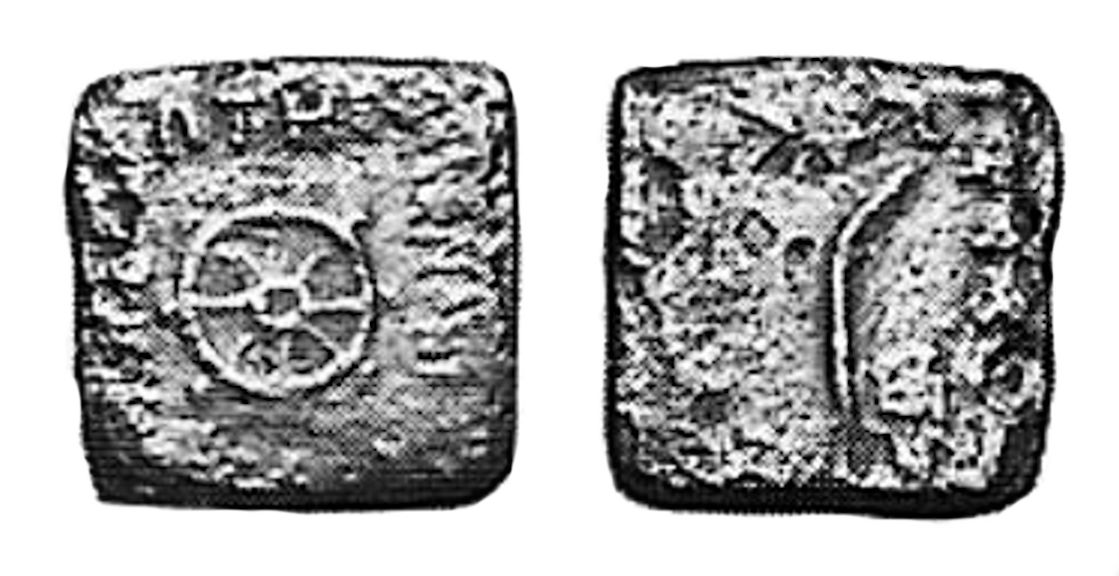
Монета царя Менандра I з колесом дхарми

## Середні століття в Азії

### Хрестові походи
Хрестові походи — серія релігійних військових походів в XI—XV ст. із Західної Європи проти мусульман і не тільки. У вузькому сенсі — походи 1096—1291 рр. в Палестину, спрямовані на «звільнення» в першу чергу Єрусалиму (з Гробом Господнім), проти турків-сельджуків. У більш широкому сенсі — також й інші походи, проголошувані римськими папами, у тому числі більш пізні, що проводилися з цілями навернення до християнства язичників Прибалтики і придушення єретичних і антиклерикальних течій в Європі (катари, гусити та ін.).

### Монгольські завоювання

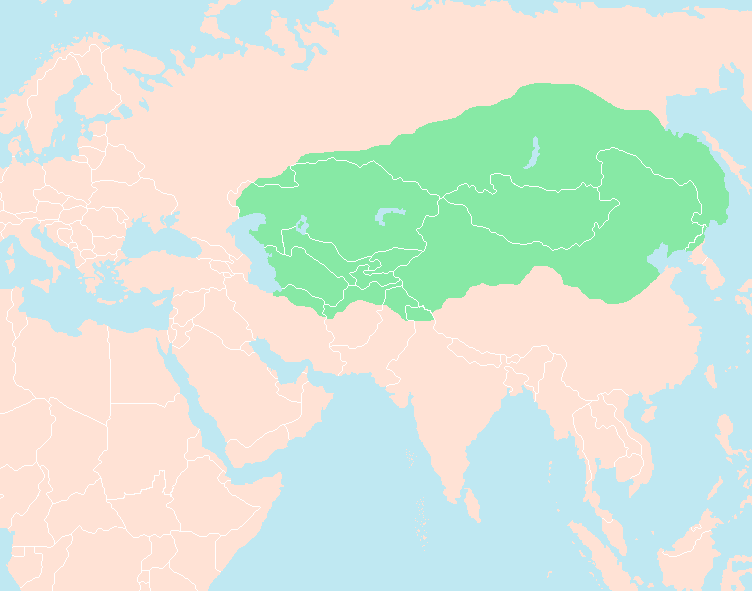
Імперія Чингісхана на момент його смерті

Монгольське завоювання Середньої Азії проходило у два етапи. У 1218 р. монголи розгромили свого старого противника Кучлука, який став незадовго до цього гурханом Кара-кіданської держави, до того ж кара-кіданська територія була поділена між Монгольською імперією і Хорезмом. До осені 1219 р. почалася війна з Хорезмом, що тривала до весни 1223 р.. У цей період була завойована основна частина держави Хорезмшахів від р. Інду до Каспійського моря. Останній Хорезмшах Джелал ад-Дін Манкбурни, ще кілька років чинив опір монголам, врешті-решт був переможений і загинув в 1231 р..

## Новий час. Проникнення європейців
З початком промислової епохи найбільшою колоніальною державою стає Велика Британія. Завдавши поразки Франції під час тривалої боротьби в XVIII—XIX ст., вона збільшила свої володіння за її рахунок, а також за рахунок Нідерландів, Іспанії та Португалії. Велика Британія підкорила собі Індію. У 1840—1842 рр. і спільно із Францією в 1856—1860 рр. вела так звані «Опіумні війни» проти Китаю, у наслідку чого нав'язав Китаю вигідні для себе договори. Вона заволоділа Сянганом (Гонконг), намагалася підпорядкувати Афганістан, захопила опорні пункти в Перській затоці, Аден. Колоніальна монополія, разом з промисловою монополією, забезпечувала Великій Британії положення найпотужнішої держави впродовж майже всього XIX ст.. Колоніальна експансія здійснювалася й іншими державами. Франція підкорила Алжир (1830—1848), В'єтнам (50-80-і рр. XIX ст.), встановила свій протекторат над Камбоджею (1863), Лаосом (1893). У 1885 р. Конго стає володінням бельгійського короля Леопольда II, у країні встановлюється система примусової праці. На початку XX століття імперія Цін оголосила про «нову політику» колонізації Тибету і Монголії.

## Новітній час. Деколонізація

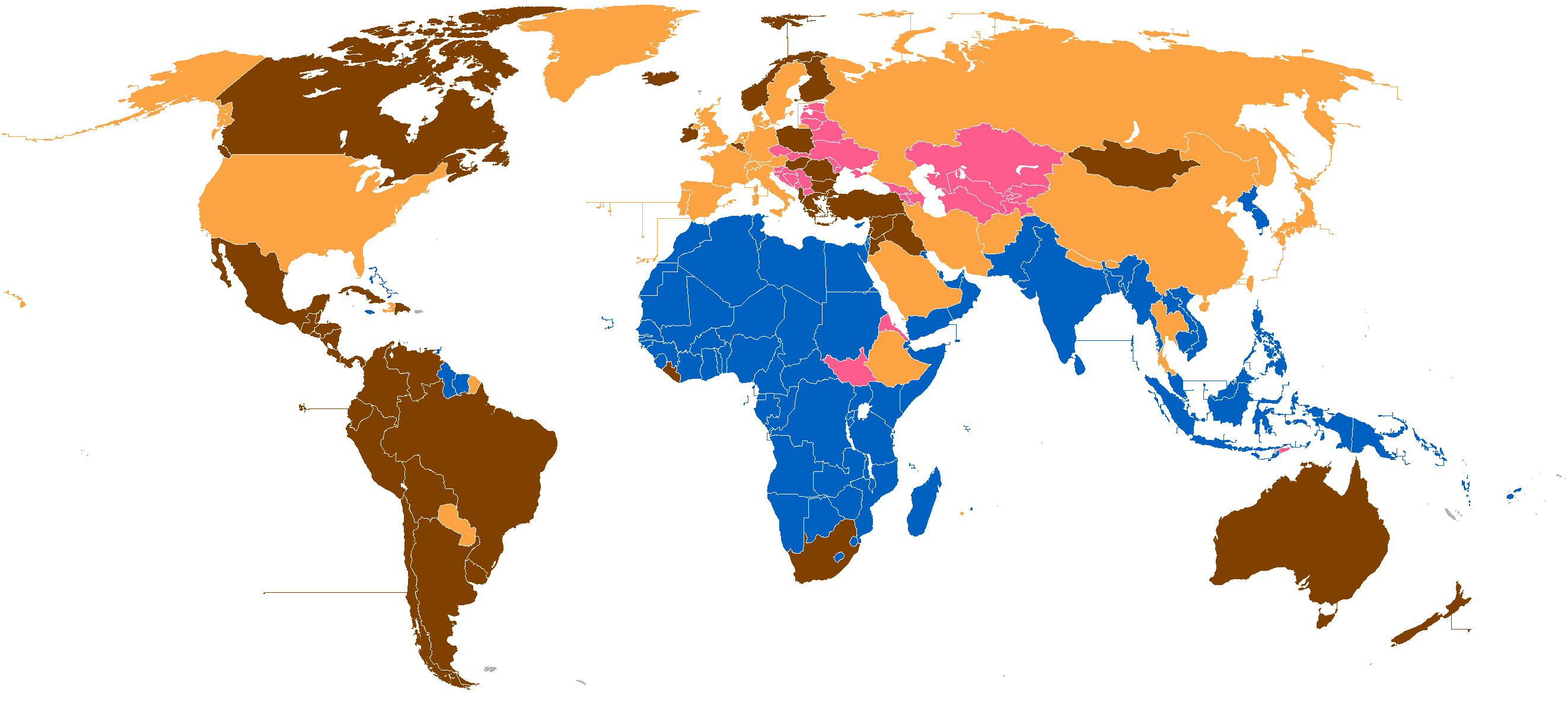
Деколонізація. Дати незалежності держав

Вирішальний злам колоніальної системи (деколонізація) стався після Другої світової війни в наслідку початого процесу гуманізації та демократизації суспільства. Деколонізація віталася обома тодішніми наддержавами, СРСР (в особі Сталіна і Хрущова) і США (Ейзенхауер).
З великими труднощами придбала національну незалежність Індія, багато в чому завдяки розпочатій Ганді кампанії пасивної протидії (інд. «Сатьяграха») і в 1947 р. Індія здобула незалежність, а в 1960 р. ще цілий ряд африканських володінь. Після поразки під Дьєнб'єнфу французи пішли з Французького Індокитаю. Відносно спокійно перетворилася колись могутня імперія Нідерландів.